# Calle Uribitarte
La calle Uribitarte es una calle ubicada en la villa de Bilbao. Se inicia en la plaza Pío Baroja y finaliza en su confluencia con el paseo de Uribitarte. En su trayecto en semicírculo corre en paralelo a este último y a la alameda de Mazarredo.

## Edificios de interés y estatuaria
Diversos edificios y estatuas reseñables rodean la calle Uribitarte:
- El antiguo Depósito Franco de la Junta de Obras del Puerto de Bilbao, del que se conserva la fachada.
- Edificio Albia.
- Isozaki Atea, complejo de siete edificios diseñado por el arquitecto japonés Arata Isozaki con la colaboración del arquitecto bilbaíno Iñaki Aurrekoetxea. Se compone de dos torres gemelas de 82 metros y 23 plantas, y cinco edificios de entre 6 y 8 pisos.[2]
- Fuente con estatua de Melpómene, obra de Enrique Barros, destinada a sustituir la realizada por Francisco Durrio para el Monumento a Arriaga en Bilbao. Está situada en la confluencia de la calle Uribitarte con el paseo homónimo.

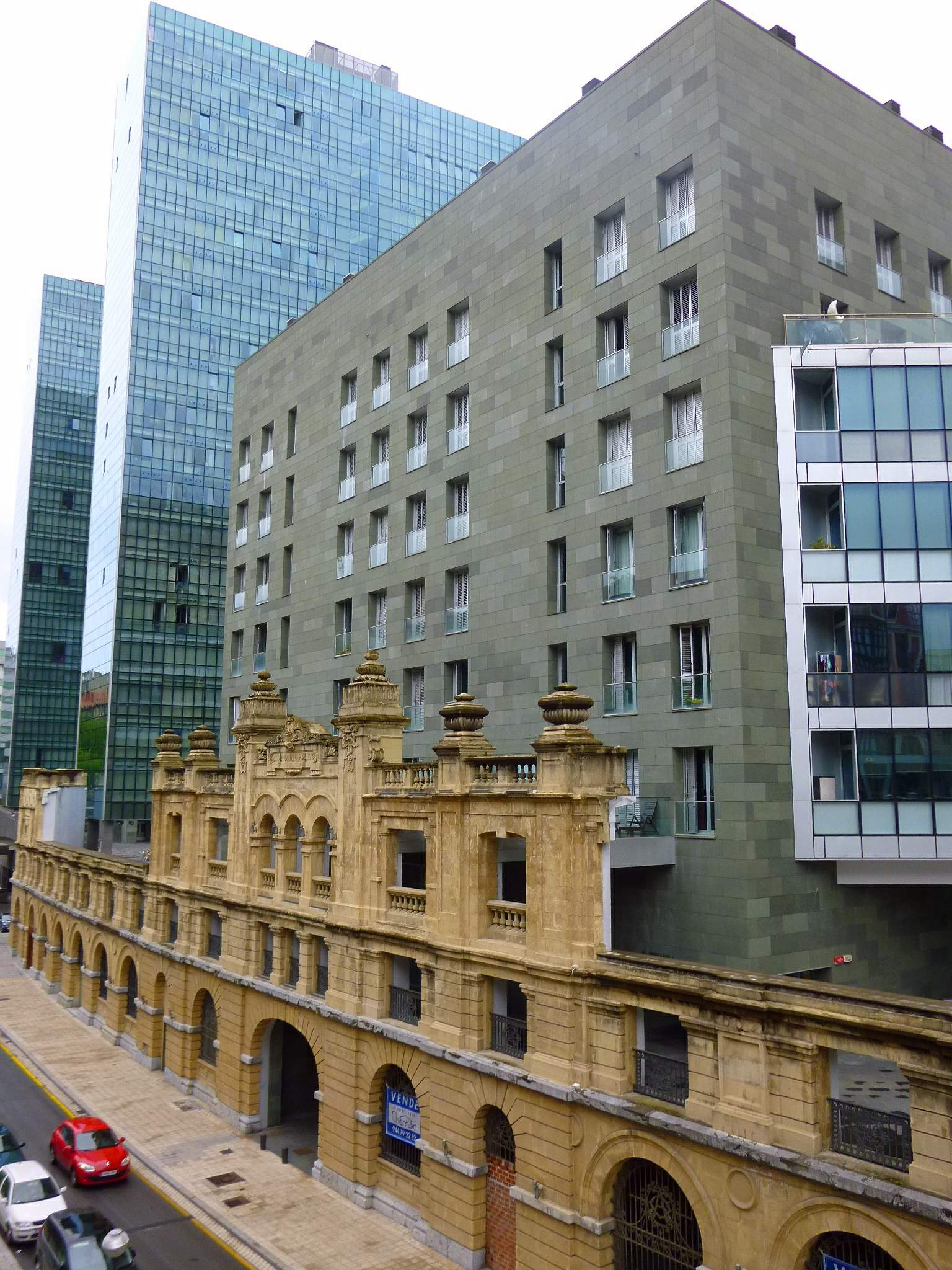
Calle Uribitarte a su paso por Isozaki Atea
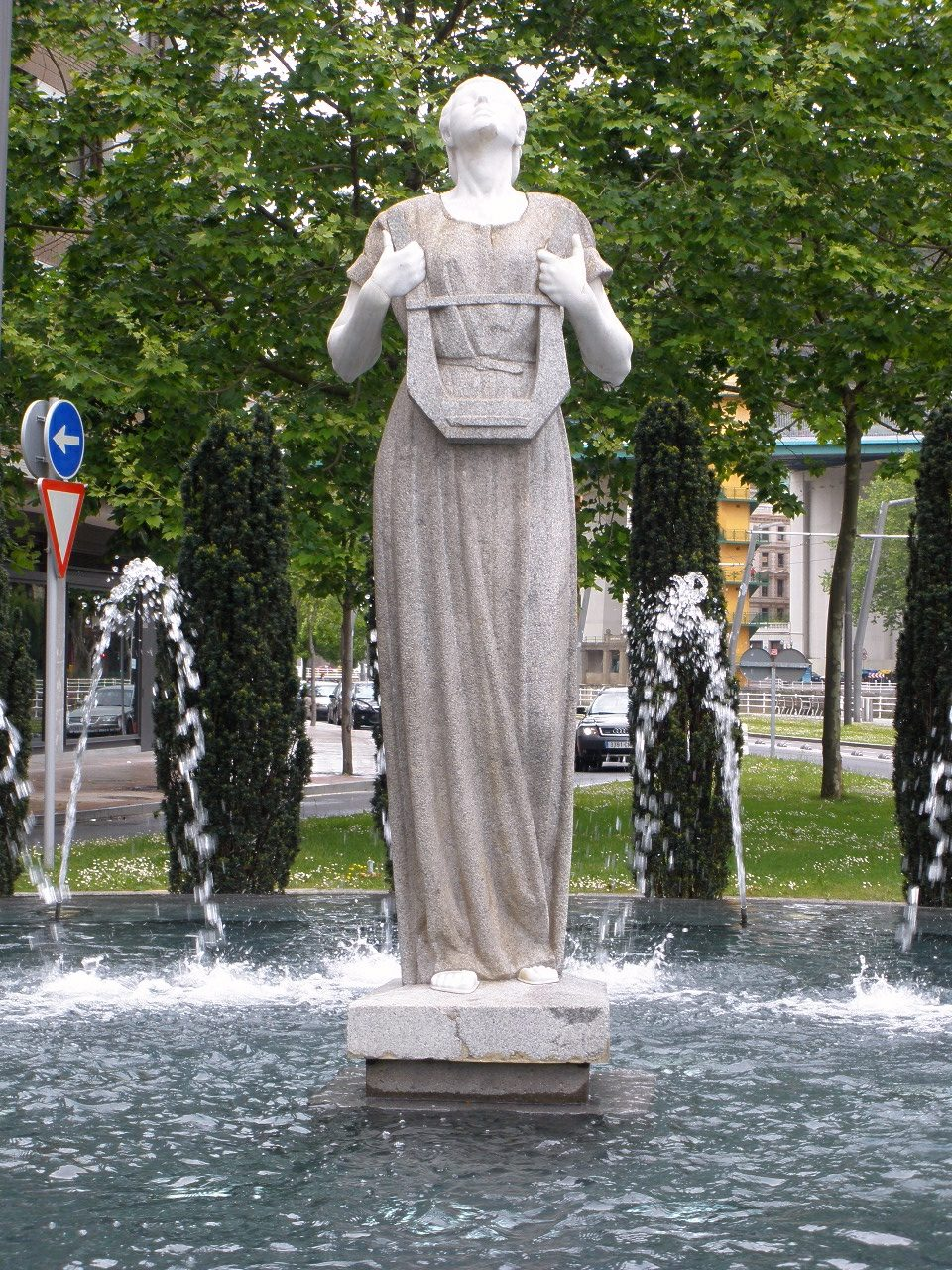
Fuente con estatua de Melpómene, obra de Enrique Barros

## Medios de transporte
Estaciones de Pío Baroja y Uribitarte del tranvía de Bilbao.